# Peter Bager (konstnär)
Peter Bager, född 16 juni 1808 i Huaröds socken i Kristianstads län, död 25 augusti 1868, var en  svensk konstmålare.
Han var son till lantbrukaren Erland Gabriel Bager och Anna Maria Nilsson samt från 1847 gift med Olfrida Celestina Sjölin.
Bager arbetade som  konstmålare i Malmö men reste till Amerika där han vistades en period, troligen var han verksam som konstmålare även där. När han återkom till Sverige blev han lantbrukare på gården Fredentorp och övertog 1853 gården Petersborg på arrende. 1857 blev han innehavare av fideikommisset som han utarrenderade 1865.
Bland hans offentliga arbeten märks altartavlor till Skegrie kyrka och Västra Kärrstorps kyrka.